# Travers Twiss
Sir Travers Twiss (født 19. marts 1809 i Marylebone, død 14. januar 1897 i Fulham) var en engelsk nationaløkonom og retslærd.
Twiss studerede i Oxford, hvor han blev Dr. jur. 1841. Samme år blev han advokat, var 1842—47 Drummond Professor i nationaløkonomi i Oxford, 1852 professor i folkeret ved King's College i London, 1855 Regius Professor i civilret i Oxford, 1849 generalkommissær ved bispedømmet i Canterbury, 1858 kansler ved bispedømmet i London, 1862 generaladvokat ved admiralitetet, 1867 ved Queen's Bench Division, samme år ophøjet i adelsstanden. Han var medlem af flere regeringskommissioner. Uheldige huslige forhold bevirkede, at han 1872 trak sig tilbage til privatlivet. I 1884 forfattede Twiss efter kong Leopolds opfordring en grundlov for Congostaten; 1885 virkede han som særlig tilkaldt rådgiver ved den vestafrikanske konference i Berlin. Twiss var medstifter af og senere æresmedlem af Institut de droit international, medredaktør af Revue de droit international et de législation comparée, hvortil han, ligesom for øvrigt til en række andre tidsskrifter, ydede en mængde bidrag. Twiss var en mand af omfattende interesser og kundskaber. I sine unge år dyrkede han historiske og filologiske studier — Epitome of Niebuhr's History of Rome (I—II 1837), en udgave af Livius (1842) og andre —; hans nationaløkonomiske professorat affødte værker som On certain tests of a thriving population (1845) og View of the progress of Political Economy in Europe since the XVI century (1847), han leverede en kritisk udgave
og oversættelse af Henricus de Bractons De legibus et consuetudinihus Angliae (I—VI 1878—83), hvilken dog ikke tilfredsstiller nutidens krav. Størst betydning havde Twiss på folkerettens område, hvor han nød europæisk autoritet; hans vigtigste herhenhørende arbejder er The Oregon Questin examined, in Respect to Facts and the Law of Nations (1846), On the relations of the duchies af Schleswig and Holstein to the crown of Denmark and the Germanic confederation, and on the treaty-engagements of the great European Powers in reference thereto (1848), der samme år blev udgivet på tysk som nr. 3 af Skandinavisches Portfolio, The Letters apostolic of Pope Pius IX, considered with reference to the Law of England and the law of Europe (1851), Two introductory lectures on the science of international Law (1856) og hovedværket The Law of Nations considered as independent political communities (I—II, 1861 og 1863 og senere udgaver; oversat på fransk 1886 og 1889). Et for søretsstudiet vigtigt skrift er The black Book of the admiralty (I—IV, 1871—76). Under mærket Corvinus
skrev Twiss Hungary. Its Constitution and its catastrophe (1858).